# برنامه فضایی آرتمیس
برنامهٔ آرتمیس (به انگلیسی: Artemis Program) یک برنامهٔ فضایی بین‌المللی با هدف فرستادن انسان‌ها از جمله نخستین زن و اولین فرد رنگین‌پوست به ماه است. مقصد نهایی این برنامه قطب جنوب ماه و زمان اجرای آن تا آوریل ۲۰۲۶ است.
این پروژه به‌وسیلهٔ ناسا و شرکت‌های خصوصی صنایع هوافضای آمریکایی با همکاری آژانس فضایی اروپا، آژانس کاوش‌های هوافضای ژاپن، آژانس فضایی کانادا، سازمان فضایی ایتالیا، آژانس فضایی استرالیا، سازمان فضایی بریتانیا، سازمان فضایی امارات متحده عربی، سازمان فضایی ملی اوکراین و آژانس فضایی برزیل در حال اجراست.
هدف نهایی این پروژه حضور دائم انسان‌ها روی ماه، ایجاد فضای مناسب برای فعالیت شرکت‌های خصوصی روی کرهٔ ماه و در نهایت سفر به مریخ است. ناسا رهبری این پروژه را به‌عهده دارد اما انتظار می‌رود که همکاری بین‌المللی در رسیدن به اهداف بلندمدت پروژه مؤثر باشد.

## نامگذاری
جیم برایدنستاین مدیر ناسا پروژه بازگشت به ماه را آرتمیس نامید. در اساطیر یونان، آرتمیس خواهر دوقلوی آپولو و الههٔ ماه می‌باشد، که پیشتر نام آپولو برای تعدادی از فضاپیماهای ناسا انتخاب شده بود که برای اولین بار آمریکایی‌ها را بر روی ماه فرود آورد.

## آماده شدن برای سفر دوباره به ماه
در تاریخ ۱۰ ژانویهٔ ۲۰۲۰، گروه ۲۲اُم فضانوردان ناسا ملقب به «لاک‌پشت‌ها» فارغ‌التحصیل شدند و به برنامهٔ آرتمیس تخصیص یافتند. برخی از اعضای این خدمه جزئی از مأموریت به ماه خواهند بود و ممکن است بخشی از نخستین مأموریت سرنشین‌دار به مریخ باشند.

### تیم فضانوردان آرتمیس
در تاریخ ۹ دسامبر ۲۰۲۰، معاون رئیس‌جمهور آمریکا، مایک پنس اعضای تیم ۱۸ نفره‌ای از فضانوردان را معرفی کرد که ممکن است برای مأموریت‌های آرتمیس برگزیده شوند:
- جوزف ام. آکابا
- کیلا برن
- راجا چاری
- متیو دامنیک
- ویکتور جی. گلوور
- وارن هوبرگ
- جانی کیم
- کریستیانا کوک
- کیجل ان. لیندگرن
- نیکول من
- آن مک‌کلین
- جسیکا میر
- یاسمین مقبلی
- کاتلین روبینز
- فرنک روبیو
- اسکات دی. تینگل
- جسیکا واتکینز
- استفانی ویلسون

## مأموریت‌های آرتمیس
- آرتمیس ۱

آرتمیس ۱، نخستین پرواز از برنامه فضایی آرتمیس بود. آرتمیس ۱، یک مأموریت بدون سرنشین در مدار ماه بود که در ۲۵ آبان ۱۴۰۱ پرتاب شد و هدف آن بررسی و تست سیستم‌های مختلف فضاپیمای اوریون بود. در این مأموریت ۳ مانکن مدل از فضانوردان در فضاپیما قرار داده شده بود.
- آرتمیس ۲

مأموریت آرتمیس ۲ تقریباً مشابه مأموریت آپولو ۱۰ در سال ۱۹۶۹ است، از این نظر که فضانوردان این مأموریت تنها به ماه سفر می‌کنند و روی سطح آن فرود نخواهند آمد.
- آرتمیس ۳

آرتمیس ۳، سومین پرواز از برنامه فضایی آرتمیس است که قرار است در سال ۲۰۲۵ میلادی (۱۴۰۴ هجری شمسی) به ماه پرتاب شود، در مأموریت آرتمیس ۳ پس از ۵۳ سال دوباره انسان‌ها بر سطح ماه فرود خواهند آمد. آرتمیس ۳ در منطقه جنوبی ماه فرود خواهد آمد و حدود دو هفته، دو فضانورد در سطح ماه حضور خواهند داشت. در این مأموریت ۴ فضانورد زمین را ترک خواهند کرد اما دو فضانورد با سامانه HLS بر سطح ماه فرود خواهند آمد و حدود ۷ روز بر سطح ماه ماموریت‌های مختلف از جمله نمونه برداری از آب و یخ و خاک ماه را انجام خواهند داد و در این مدت دو فضانورد دیگر در سفینه اوریون در مدار ماه منتظر مسافران خود خواهند بود. برخی از تجهیزات مورد نیاز از جمله یک ماه نورد در سفرهای قبلی به ماه ارسال خواهد شد تا فضانوردان از آن استفاده کنند.
- آرتمیس ۴
- آرتمیس ۵